# Coolaburragundy River
Der Coolaburragundy River ist ein Fluss in der Mitte des australischen Bundesstaates New South Wales.

## Verlauf
Er entspringt westlich des Coolah-Tops-Nationalparks am Pandora Pass bei Coolah Creek, fließt nach Südwesten und mündet östlich von Dunedoo in den Talbragar River. 
Auf seinem Weg durchfließt er die Stadt Coolah, die Kleinstadt Hannahs Bridge und passiert Leadville nördlich.